# Halina Przebinda
Halina Anna Przebinda (ur. 6 maja 1964 w Krakowie) – polska menadżer kultury, reżyser, producent programów i widowisk artystycznych oraz festiwali, juror European Festivals Association.

## Życiorys
Absolwentka Wydziału Filozoficzno-Historycznego UJ. Debiutowała jako dyrektor programowy Centrum Kultury Studenckiej UJ Rotunda i Dyrektor Studenckiego Festiwalu Piosenki. W 1995 roku założyła przedsiębiorstwo Toproduction, specjalizujące się w produkcji spektakularnych przedsięwzięć, programów telewizyjnych i filmów dokumentalnych. W swoich pracach wykorzystuje nowoczesne techniki, łącząc koncerty z grafiką i animacją. Jako pierwsza w Polsce rejestrowała programy muzyczne i koncerty w technice 3D. Dyrektor Biura Programowego TVP S.A. w latach 2008–2009.
Jej realizacje są emitowane na kanałach TVP1, TVP2, TVP Rozrywka, TVP Info, TVP Kultura, TVP Polonia, TV Polsat, RTL 7.

## Koncerty telewizyjne i wydarzenia (wybrane produkcje)
- Koncert „Santo Subito – Prorok naszych czasów” w Krakowie – scenariusz i reżyseria – uroczysty koncert zrealizowany z okazji 100 rocznicy urodzin świętego Jana Pawła II. Koncert został nadany pierwszy raz 18 maja 2020 roku, zrealizowany został w Sanktuarium Świętego Jana Pawła II. Wydarzenie było równocześnie nadawane w TVP1, Jedynka – Program 1 Polskiego Radia oraz online, na YouTube, z tłumaczeniem na polski język migowy. Widzów powitali Arcybiskup Senior Archidiecezji Krakowskiej, Kardynał Prezbiter Stanisław Dziwisz oraz Kanonik Krakowskiej Kapituły Katedralnej, Kustosz Sanktuarium Świętego Jana Pawła II ks. Mateusz Hosaja. W koncercie wzięli udział artyści: Kamil Bednarek, Beata Bednarz, Stanisława Celińska, Krzysztof Cugowski, Katarzyna Gacek-Duda, Edyta Golec, Łukasz Golec, Paweł Golec, Sebastian Karpiel-Bułecka, Angelika Korszyńska-Górny, Andrzej Lampert, Natalia Nykiel, Krystyna Prońko, Janusz Prusinowski, Skubas, Natalia Kawalec, Hanna Sztachańska, Roksana Węgiel, Siostra Janina Anna Kaczmarzyk Służebniczka NMP NP, o. Tomasz Jarosz CSsR, o. Rafał Kobyliński SJ, oraz zespoły: DagaDana, Schola Braci Dominikanów z Krakowa, siostry ze zgromadzenia „Comunicadoras Eucarísticas del Padre Celestíal”, sekcja Marcina Pospieszalskiego, „Camerata Silesia” Zespół Śpiewaków Miasta Katowice pod dyrekcją Anny Szostak, ICON Orkiestra, prowadzącym koncertu był Maciej Musiał. Kierownikiem muzycznym koncertu był Marcin Pospieszalski[3].
- Utwór „Wszystko będzie dobrze” – piosenka opublikowana 1 kwietnia 2020. Stworzona w geście wzajemnego wsparcia wobec COVID-19, wspólnie z Biurem Programu Niepodległa oraz artystami takimi jak: Wojciech Cugowski, Edyta Golec, Łukasz Golec, Paweł Golec, Natalia Kawalec, Piotr Kupicha, Halina Mlynkova, Piotr Sołoducha (Enej), Tulia i Roksana Węgiel[4].
- Koncert „Tak zaczynała się wojna” w Gdańsku – scenariusz i reżyseria – koncert odbył się 2 września 2019 roku, zorganizowany został na zlecenie Muzeum II Wojny Światowej w Gdańsku w ramach upamiętnienia rocznicy wybuchu II Wojny Światowej. Widowisko oparte na utworach pokazujących tragedię wojny. Piosenki zaprezentowane podczas koncertu zostały przygotowane na bazie wierszy polskich współczesnych poetów. Dodatkowo w ramach widowiska zostały wykorzystane fragmenty historycznych dialogów i autentycznych dokumentów oraz historie pojedynczych ludzi, cywilnych bohaterów. W koncercie wzięli udział: Bovska, Krzysztof Cugowski, Piotr Cugowski, Grzegorz Hyży, Ralph Kaminski, Dawid Kwiatkowski, Michał Kowalonek, Margaret, Natalia Nykiel, O.S.T.R., Janusz Radek, The Dumplings, Warszawska Orkiestra Sentymentalna, Tomasz Szymuś Orkiestra oraz Antoni Pawlicki[5]. Koncert został nagrodzony Złotem na X Global Event Awards – Eventex 2020[6] oraz na II Nagrodą na XIV Festiwalu Polonijnym „Losy Polaków” 2019[7].
- Europejski Stadion Kultury 2019 w Rzeszowie – scenariusz i reżyseria plenerowego widowiska, które odbyło się na stadionie miejskim w Rzeszowie dnia 21 czerwca 2019 roku. W koncercie wzięli udział: Tulia, Grzegorz Hyży, NaviBand, Natalia Kukulska, Shuma, The Dumplings, Luna (Луна), O.S.T.R., Vali Boghean[8].
- Koncert „Wsłuchiwać się w Papieża” w Warszawie – scenariusz i reżyseria – koncert zorganizowany w ramach obchodów 40. rocznicy pierwszej pielgrzymki Jana Pawła II do Polski. W trakcie widowiska zabrzmiały m.in. utwory, które w czasie pielgrzymki były śpiewanie przez Polaków i Papieża. Całość uzupełniły liczne materiały archiwalne, fragmenty papieskich homilii i przemówień. Koncert zakończył się odśpiewaniem hymnu Polski po góralsku i rozłożeniem 100-metrowej flagi, którą 11 listopada zaprezentowali górale i dzieci z Fundacji Braci Golec. W koncercie udział wzięli m.in.: Stanisława Celińska, Krzysztof Cugowski, Ryszard Rynkowski, Kamil Bednarek, Andrzej Lampert, Zakopower, Golec uOrkiestra, Warszawska Orkiestra Sentymentalna, Dawid Kwiatkowski, Natalia Kukulska, Halina Mlynkova, Barbara Kurdej-Szatan, Rafał Szatan, Agnieszka Musiał, Agnieszka Cudzich, Bogusia Kudasik, Aleksandra Gintrowska, Dariusz Łapiński, Adam Bałdych i inni[9].
- Koncert „Gramy dla Europy” w Warszawie – scenariusz i reżyseria – koncert odbył się 30 kwietnia 2019 na błoniach PGE Narodowy w Warszawie. Widowisko zorganizowane aby uczcić 15 lat od wstąpienia Polski do Unii Europejskiej. W koncercie udział wzięli m.in.: Zakopower, Natalia Szroeder, Kamil Bednarek, Dawid Kwiatkowski, Margaret, Sylwia Grzeszczak, Enej, Golec uOrkiestra, Bedoes, LemON, Lao Che, Ira, Daria Zawiałow, Muniek Staszczyk, Bovska, Kortez, Organek, O.S.T.R., The Dumplings, Mateusz Ziółko, GROMEE[10].
- Wielkie Kolędowanie z Polsatem 2018 w Świętej Lipce – scenariusz i reżyseria widowiska – w koncercie udział wzięli m.in.: Michał Bajor, Alicja Majewska, Włodzimierz Korcz, Barbara Kurdej-Szatan, Rafał Szatan, Ewa Farna, Anna Wyszkoni, Filip Lato, Mateusz Ziółko, Tulia, Enej, Pectus, Orkiestra pod dyrekcją Tomasza Szymusia oraz Chór Świętolipski[11].
- Kolędowanie z Fundacją Polsat 2018 – scenariusz i reżyseria widowiska – koncert kolęd połączony z przedstawieniem efektów działań i osiągnięć Fundacji Polsat. Wystąpili: Kasia Cerekwicka, Golec uOrkiestra oraz dzieci z Fundacji Braci Golec. Program poprowadził Maciej Dowbor[12].
- Europejski Stadion Kultury 2018 w Rzeszowie – scenariusz i reżyseria plenerowego widowiska, które odbyło się na stadionie miejskim w Rzeszowie dnia 23 czerwca 2018 roku. W koncercie udział wzięli: Daria Zawiałow, Davit Chakhalyan, Golec uOrkiestra, Zdob si Zdub, Lao Che, Trio Mandili, Happysad, Brunettes Shoot Blondes, Organek, Fink. Koncert poprowadził Antoni Pawlicki[13].
- Kolędowanie z Fundacją Polsat 2017 – scenariusz i reżyseria koncertu kolęd – w trakcie programu przedstawione zostały także efekty działań i osiągnięcia Fundacji Polsat[14].
- Koncert „Depesze z Jądra Ciemności” – scenariusz i reżyseria koncertu przygotowanego na zakończenie roku Josepha Conrada[15]. Koncert odbył się 12 grudnia 2017 roku w Teatrze Syrena w Warszawie, transmitowany był na antenach TVP S.A. Podczas koncertu znani polscy artyści (Daria Zawiałow, Bovska, Leski, Skubas, Bisz/Radex, Babu Król, Kasia Stankiewicz, Patrick the Pan, Limboski, Natalia Sikora, Warszawska Orkiestra Sentymentalna) zaprezentowali utwory, które napisali na podstawie prozy Josepha Conrada specjalnie na to wydarzenie. Nad oprawą plastyczną koncertu pracowało trzech polskich grafików – Krzysztof Ostrowski (wykładowca łódzkiej ASP, rysownik komiksów, projektant, twórca teledysków i animacji), Łukasz Rusinek (juror 26 Yach Film Festiwal, grafik, animator) i Marcin Bania z Temporary Space Design (artysta miksujący najnowsze technologie audiowizualne i koncepcje graficzne)[16].
- Koncert „Powrócim pełni sławy” – scenariusz i reżyseria koncertu mającego na celu uczczenie Rocznicy Odzyskania Niepodległości. Widowisko muzyczne o Legionach Polskich i Marszałku Józefie Piłsudskim. Koncert odbył się w Teatrze Polskim w Warszawie. 9 listopada 2017[17].
- Europejski Stadion Kultury 2017 w Rzeszowie – scenariusz i reżyseria plenerowego widowiska, które odbyło się na stadionie miejskim w Rzeszowie dnia 23 czerwca 2017 roku. W koncercie udział wzięli: Bovska, Enej, Dzambo Agusevi Orchestra, LemON, Rustavi, Bednarek, DrymbaDaDzyga, Brodka, Unkle, oraz The Kooks. Koncert był transmitowany w TVP[18].
- Oratorium „Requiem Katyńskie” – scenariusz i reżyseria widowiska łączącego słowo z dźwiękiem i obrazem. Koncert stanowił oddanie hołdu polskim żołnierzom zamordowanym w Katyniu. Podczas koncertu wystąpili: Katarzyna Oleś-Blacha, Beata Rybotycka, Wanda Wiktoria Franek, Tomasz Kuk, Przemysław Firek. Śpiewakom i aktorom towarzyszyła Orkiestra Akademii Beethovenowskiej, Chór Polskiego Radia, Chór Artos im. Władysława Skoraczewskiego oraz Chór Dziecięcy przy Teatrze Wielkim Operze Narodowej. Dyrygentem oratorium był Sebastian Perłowski. Koncert odbył się 12 kwietnia 2017 w Świątyni Opatrzności Bożej[19].
- Koncert „Niezłomnym honor” – scenariusz i reżyseria widowiska w hołdzie Żołnierzom Wyklętym. Koncert odbył się 1 marca 2016 roku w Reducie Banku Polskiego w Warszawie[20].
- Wielkie Kolędowanie z Polsatem 2016 – Scenariusz i reżyseria telewizyjnego koncertu kolęd. Koncert odbył się w katedrze pw. świętych Michała Archanioła i Floriana Męczennika na warszawskiej Pradze. Wystąpili między innymi: Krzysztof Krawczyk, Margaret, Ewa Farna, Zbigniew Wodecki, Urszula, Enej, Piotr Kupicha, Grzegorz Hyży, Kasia Stankiewicz i Natalia Szroeder[21]
- Europejski Stadion Kultury 2016 w Rzeszowie – scenariusz i reżyseria plenerowego widowiska, które odbyło się na stadionie miejskim w Rzeszowie dnia 24 czerwca 2016 roku. W koncercie udział wzięli:Dawid Kwiatkowski, The Hardkiss, Sarsa, Green Room & Dato Lomidze, Natalia Nykiel, Golden Parazyth, Skubas, Jono McCleery, Piotr Rogucki, Within Temptation. Koncert był transmitowany w TVP a zrealizowany na zlecenie Estrady Rzeszowskiej i Narodowego Centrum Kultury[22].
- Wielkie kolędowanie z Polsatem 2015 – scenariusz i reżyseria koncertu, który odbył się w bazylice oo. Franciszkanów w Krakowie. Koncert wykorzystywał tradycyjne krakowskie elementy i zwyczaje bożonarodzeniowe, takie jak szopka czy kolędowanie Herodów. Przedstawiono witraże i polichromie Stanisława Wyspiańskiego znajdujące się w bazylice oo. Franciszkanów. Całość obrazka stylizowana była na szopkę krakowską[23].
- LOST Jagody Szmytki w ramach 58 Międzynarodowego Festiwalu Muzyki Współczesnej „Warszawska Jesień” – reżyseria wizji oraz inscenizacji transmedialnej kompozycji Jagody Szmytki na zmultiplikowaną Śpiewaczkę i Solistę, rzeczywisty i symulowany zespół oraz odbiorców, użytkowników lub graczy z możliwym aktywnym udziałem[24].
- My Naród – scenariusz, reżyseria, produkcja widowiska z okazji 35-lecia powstania NSZZ „Solidarność”[25]. Widowisko odbyło się przy dawnej Sali BHB na terenie Stoczni Gdańskiej. 100m2 ekranów multimedialnych dawało możliwość wpisywania w scenę materiałów archiwalnych, krajobrazów Polski i wizualizacji.
- Europejski Stadion Kultury 2015 w Rzeszowie – scenariusz i reżyseria koncertu głównego odbywającego się w ramach festiwalu Wschód Kultury[26]. Formuła koncertu zakładała stworzenie duetów polskich i zagranicznych artystów, którzy wspólnie wykonywali swoje przeboje[27]. W koncercie udział wzięli: Mama Selita, SoPhie Villy, Kasia Kowalska, The Bambir, Marika, ONUKA, Natalia Przybysz, Dakh Daughters, Patrycja Markowska, Tanita Tikaram, Iza Lach, The Airplane Boys, The Fratellis. Koncert był transmitowany w TVP a zrealizowany na zlecenie Estrady Rzeszowskiej i Narodowego Centrum Kultury[28].
- Koncert „Wszystko jest poezja” – scenariusz, reżyseria, produkcja widowiska poświęconego twórczości Edwarda Stachury z okazji 100-lecia Odnowienia Tradycji Nauczania w Języku Polskim na Politechnice Warszawskiej i Uniwersytecie Warszawskim. W koncercie zostały wykonane utwory Edwarda Stachury w aranżacjach przygotowanych przez młodych twórców. Na potrzeby widowiska został przygotowany mapping, wpisujący się w architekturę Auli Politechniki Warszawskiej. Widowisko odbywało się w wielu planach, na scenie głównej, na krużgankach, w środku Sali i jej bocznych korytarzach[29].
- Penderecki//Greenwood, Lutosławski//Dessner, Górecki//Gibbons – Reżyseria realizacji telewizyjnej koncertu, który odbył się w Teatrze Wielkim Opery Narodowej 29 listopada 2014 roku. W koncercie wystąpili: Beth Gibbons – śpiew, Dyrygenci – Krzysztof Penderecki i Bassem Akiki, oraz Narodowa Orkiestra Symfoniczna Polskiego Radia[30].
- Ceremonia z okazji 70-lecia Zakończenia II Wojny Światowej – scenariusz i reżyseria, ceremonia odbyła się 9 maja, pod Pomnikiem na Westerplatte.Koncert zrealizowany na zlecenie Kancelarii Prezydenta RP. Transmitowany był na antenie TVP1[31].
- Europejski Stadion Kultury 2014 w Rzeszowie – scenariusz i reżyseria plenerowego widowiska, które odbyło się na stadionie miejskim w Rzeszowie dnia 23 czerwca 2017 roku. W koncercie udział wzięli: Kayah, Idan Raichel, Jamal, The Toobes, Pustki, Mad Heads, Misia Ff, Mr. Avant-Garde Folk Arto Tuncboyaciyan, Mela Koteluk, Lena Kaufman/Lunivers, T Love, White Lies, Haydamaky, Joanna Słowińska, Taraka. Koncert był transmitowany w TVP a zrealizowany na zlecenie Estrady Rzeszowskiej i Narodowego Centrum Kultury[32].
- Koncert „Nie lękajcie się iść pod prąd” – scenariusz i reżyseria widowiska słowno-muzycznego, które odbyło się z okazji kanonizacji Jana Pawła II, który odbył się w Warszawie na Placu Piłsudskiego w 2014 roku. W koncercie wystąpili: T.Love, Raz, Dwa, Trzy, Voo Voo, Zakopower, Kasia Kowalska, Urszula, Pectus, Jorgos Skolias[33].
- Gala Języka Ojczystego. Ojczysty – dodaj do ulubionych – koncert z okazji 60-lecia Ogólnopolskiego Konkursu Recytatorskiego, zrealizowany 20 lutego 2013 roku w Teatrze Polskim w Warszawie. Koncert poświęcony twórczości Juliana Tuwima. W koncercie wystąpili: Stanisława Celińska, Piotr Cyrwus, Katarzyna Groniec, Joanna Kulig, Lilu, Tadeusz Malak, Mezo & Vito WS, Marian Opania, Antoni Pawlicki, Pustki, Janusz Radek, Mateusz Rusin, Maria Sadowska, Jacek Wójcicki, Sebastian Wypych, Lesław Żurek. Koncert transmitowany był na antenie TVP2 oraz TVP Kultura. Zrealizowany na zlecenie Narodowego Centrum Kultury[34].
- Europejski Stadion Kultury 2013 w Rzeszowie – scenariusz i reżyseria plenerowego widowiska, które odbyło się na stadionie miejskim w Rzeszowie dnia 28 czerwca 2013 roku. W koncercie udział wzięli: Zakopower, SunSay, HEY, Jimi Tenor & Kabu Kabu, Julia Marcell, Alina Orlova, Myslovitz, N.R.M, VooVoo, Alim Qasimov, Coma, Guano Apes. Koncert transmitowany był w TVP. Zrealizowany na zlecenie Narodowego Centrum Kultury[35].
- Wasz Kaczmarski – Autoportret artysty – widowisko odbyło się w Centrum Kultury Św. Jana w Gdańsku 13 grudnia 2013 roku.Poświęcone było twórczości Jacka Kaczmarskiego. Utwory wykonali: Kasia Kowalska, Maciej Maleńczuk i Psychodancing, Myslovitz, Strachy na Lachy, Marika, Iza Lach, Tomasz Borkowski, Mateusz Rusin, Bartosz Porczyk. Wokalistom towarzyszyli tancerze, którzy wykonali układy choreograficzne przygotowane przez Mateusza Polita. Całość widowiska uzupełniły wizualizacje przygotowane przez grafika Łukasza Rusinka. Koncert zrealizowany dla Europejskiego Centrum Solidarności[36].

## Programy
- „Raz Dokoła” – Opowieść Marii Rydlowej. Film dokumentalny o życiu Marii Rydel. W programie opowieść Marii Rydlowej o bronowickim dworku, który w 1900 roku stał się świadkiem ślubu Lucjana Rydla z Jadwigą Mikołajczykówną. Projekt emitowany na antenie TVP Kraków i TVP Kultura. Projekt zrealizowany na zlecenie Urzędu Wojewódzkiego w Krakowie w 2010 roku[37].
- „Droga krzyżowa” – Rozważania Męki Pańskiej autorstwa Wojciecha Wencla w wykonaniu znanych, polskich aktorów. Program zrealizowany dla TVP2 w 2007 roku[38].
- Cykl „Tradycja nie umiera” – scenariusz (we współpracy z Iwoną Meus-Jargusz) i reżyseria ośmioodcinkowego cyklu opowiadającego o etnoinspiracjach we współczesnym świecie. Program zrealizowany na zlecenie TVP Info w 2012 roku[39].
- Cykl „Kwestionariusz kultury” – scenariusz i reżyseria programu telewizyjnego wzorowanego na kwestionariuszu Prousta, gdzie znanym osobom zadaje się pytania egzystencjalne. Udział wzięli: Jerzy Hoffman, Julia Hartwig, Janusz Anderman, Eustachy Rylski, Adam Nowak, Grzegorz Turnau, Xawery Żuławski, Stanisława Celińska, Tomasz Bagiński, Jan Polkowski, Zbigniew Zamachowski, Krzysztof Globisz, Wojciech Młynarski, O. Jacek Salij, Piotr Cieplak, Tadeusz Gadacz. Program zrealizowany na zlecenie Narodowego Instytutu Audiowizualnego oraz TVP Kultura[40].

## Akcje społeczne
- Finał akcji społecznej Narodowe Czytanie – scenariusz i reżyseria centralnej imprezy ogólnopolskiej akcji społecznej.
  - 2018 – „Przedwiośnie” Stefan Żeromski – Adaptacja „Przedwiośnia”. W wydarzeniu wzięli udział aktorzy: Marcin Bosak, Grażyna Błęcka-Kolska. Piotr Cyrwus, Anna Czartoryska-Niemczycka, Jolanta Fraszyńska, Piotr Grabowski, Edyta Jungowska, Wojciech Kalarus, Ewa Kasprzyk, Filip Kisior, Antoni Królikowski, Leszek Lichota, Teresa Lipowska, Michalina Łabacz, Andrzej Młynarczyk, Edyta Olszówka, Antoni Pawlicki, Marcin Rogacewicz, Mikołaj Roznerski, Grażyna Szapołowska, Joanna Trzepiecińska, Agnieszka Więdłocha, Ewa Wiśniewska, a także muzycy: Natalia Sikora, Atom String Quartet, Michał Jacaszek z udziałem Anny Śmiszek-Wesołowskiej (wiolonczela), Marcin Masecki, Wojciech Majewski, Włodek Pawlik, Józef Skrzek, Kapela ze wsi Warszawa, Smolik feat. Pidgyn, Panieneczki. Akcja odbyła się 8 września 2019[41].
  - 2017 – „Wesele” Stanisław Wyspiański – Adaptacja „Wesela” w 3 aktach, które odczytali polscy aktorzy z towarzyszeniem muzyki na żywo. Akcja odbyła się dnia 2 września 2017[42].
  - 2016 – „Quo Vadis” Henryk Sienkiewicz – Adaptacja „Quo Vadis” została podzielona na 12 audycji, które odczytali polscy aktorzy z towarzyszeniem muzyki na żywo. Akcja odbyła się dnia 3 września 2016[43].
  - 2015 – „Lalka” Bolesława Prusa – Adaptacja „Lalki” została podzielona na 12 audycji, które odczytali polscy aktorzy z towarzyszeniem muzyki na żywo. Siedmiu kompozytorów tworzących zróżnicowaną muzykę przygotowało tło muzyczne do poszczególnych audycji inspirowane filmem i serialem „Lalka”. Akcja odbyła się 5 września 2015[44].
  - 2014 – „Potop” Henryk Sienkiewicz – Adaptacja „Potopu” przez znanych aktorów. Skrót powieści przygotował wybitny poeta i eseista – Bronisław Maj. Poszczególne fragmenty zostały zinterpretowane przez 12 aktorów przy akompaniamencie muzyki na żywo. Udźwiękowienie fragmentów przygotował Aleksander Wilk. Akcja odbyła się 6 września 2014[45].
  - 2013 – Aleksander Fredro – Adaptacja utworów „Pan Jowialski”, „Zemsta”, „Gwałtu, co się dzieje!”, „Damy i huzary”, „Mąż i żona”, które odczytali polscy aktorzy z towarzyszeniem muzyki na żywo[46].
  - 2012 – „Pan Tadeusz” Adam Mickiewicz – Adaptacja „Pana Tadeusza”, która została podzielona na 12 audycji odczytane przez polskich aktorów z towarzyszeniem muzyki na żywo[47].

## Nagrody i wyróżnienia
Programy jej autorstwa były wielokrotnie nominowane i nagradzane na festiwalach i przeglądach krajowych i międzynarodowych, m.in.:
- I Nagroda Katolickiego Stowarzyszenia Filmowego. Statuetka św. Maksymiliana Kolbego Festiwalu KSF Niepokalana za prace o nauczaniu Papieża Jana Pawła II i Prymasa St. Wyszyńskiego za program telewizyjny "Oratorium Bachledowiańskie - Równoj ku Górze"[48]
- Złoto na X Global Event Awards – Eventex 2020, w kategorii Concert za widowisko „Tak zaczynała się wojna” („That’s how the war began”)[6][49].
- II Nagroda na XIV Festiwalu Polonijnym „Losy Polaków” 2019, w kategorii Programy Telewizyjne, za programy „Tak zaczynała się wojna” oraz „Wsłuchiwać się w Papieża”[50].
- III Nagroda na XI Festiwalu Polonijnym „Losy Polaków 2016”, w kategorii Filmy i programy historyczne[51];
- Nagroda na Międzynarodowym Festiwalu 6th Global Event Awards – Eventex 2015 w Sofii[52];
- Nagroda na Międzynarodowym Festiwalu Filmowym Magnificat 2015 w Mińsku[53];
- II Nagroda na Międzynarodowym Katolickim Festiwalu Filmów i Multimediów Niepokalanów 2015, w kategorii Programy Telewizyjne[54];
- Nagroda na Międzynarodowym Katolickim Festiwalu Filmów i Multimediów Niepokalanów 2012, w kategorii Filmy Edukacyjne[55];
- Nagroda Eminencji Ks. Kard. K. Nycza Metropolity Warszawskiego na Międzynarodowym Katolickim Festiwalu Filmów i Multimediów Niepokalanów 2011[56];
- Nagroda na Festiwalu Dwa Teatry w Sopocie 2011 r.[57];
- Wyróżnienie Fundacji Ochrony i Rozwoju Twórczości Ludowej „Ludowy Oskar” na najciekawsze wydarzenie folklorystyczne w Polsce w 2011 r.[58];

Odznaczona Krzyżem Kawalerskim Orderu Odrodzenia Polski za wybitne zasługi w pracy twórczej i działalności artystycznej, za osiągnięcia w promowaniu polskiej kultury.